# Eratoneura hyalina
Eratoneura hyalina är en insektsart som först beskrevs av Knull och Auten 1937.  Eratoneura hyalina ingår i släktet Eratoneura och familjen dvärgstritar. Inga underarter finns listade i Catalogue of Life.